# 史考特·佛普蘭克
史考特·佛普蘭克（Scott Verplank, 1964年7月9日 - ）是一位美國職業高爾夫球選手。出生在德克薩斯州的達拉斯。於1986年轉為職業選手。目前已累計獲得過5個PGA巡迴賽冠軍。

## 外部連結
- PGA巡迴賽網站上的介紹